# OLEっち
OLEっち（おれっち）は、2003年4月から2006年6月30日まで放送された首都圏の独立系FM局bayfm（製作幹事局）とNACK5で、毎週金曜18:00～19:00に同時放送されていたラジオ番組。DJはポカスカジャンときゃんひとみ。
なお、2005年6月まではFM Yokohama、RBCiラジオでも放送されていた。当時の放送時間は、首都圏のFM3局が金曜18:00～19:00の放送、RBCiラジオのみ当日の深夜0:00～1:00。2005年4月からは木曜深夜 (金曜未明) 0:00～1:00になった。また、2005年9月頃まで赤坂泰彦と、きゃんのコンビでDJを担当していた。

## 概要
放送開始から2005年3月まではJAL Presents OLEっちと言うタイトルで、日本航空が筆頭スポンサーだった。当時の番組内容は、東京のスタジオ（進行・赤坂）と沖縄県豊見城市にあるアウトレットモール「あしびなー」（進行・きゃん）の二元生中継で番組が進行され、CDデビューを目指すミュージシャンが、東京で行われる審査を通過した後、沖縄へ送り出され、そこで番組が出す様々な課題をクリアしながらCDデビューを目指す、と言う新人ミュージシャン発掘番組だった。
また、沖縄限定で2003年6月～2004年3月に「OLEっちTV・R-pops park」、同年10月～2005年3月に「ミュージックサバイバル・OH!OLEっち」と言うOLEっちのテレビ版がRBCテレビで放送された。内容は、前者が「あしびなースタジオ」で行われたチャレンジャーミッションの映像版に、チャレンジャーが自分達でカメラを回す沖縄生活ドキュメント、後者が同じくあしびなースタジオでのライブ映像に、沖縄のアマチュアミュージシャンをOLEっち本選に進ませる為の沖縄予選と言う内容だった。ちなみに、極めて低予算で作られた為、ライブ映像は小型デジタルカメラ一台だけで、クレーンカメラの動きを真似たダイナミックなカメラワークで撮影された。

## JALのスポンサー撤退、番組の終了
2005年3月を以てJALがスポンサーを降板する（同年に入って一連の不祥事が相次いで発覚した影響、これまでの間にも何度かスポンサーを降りた回があった）も、東京と沖縄を結ぶ形での放送は継続されたが、同年7月、FM YokohamaとRBCiラジオが、番組のネットを降りたのに伴い、番組のシステムを刷新。舞浜の「スタジオイクスピアリ」（進行・赤坂→ポカスカジャン）と「OLEっちコロシアム」（進行・きゃん）の二元生中継で番組が進行する形に変わり、審査を通過したミュージシャンが、毎週登場するチャレンジャー（ミュージシャン）とバトルを繰り広げ、4週勝ち抜く事ができれば、メジャーデビューを果たす事ができる、と言うシステムになった。
同年12月からはオートバックスセブンがスポンサーとなり「AUTOBACS Presents OLEっち」として再スタートを図るものの、翌2006年6月30日の放送をもって、3年3ヶ月の歴史に幕を下ろした。
なお、2006年4月から終了までは会場を東京・六本木に移して放送していた。

## パーソナリティー
- 赤坂泰彦（開始～2005年9月）
- ポカスカジャン（2005年10月～終了まで）
- きゃんひとみ（開始～終了まで）

## 冠スポンサー
- 日本航空（開始～2005年3月）
- オートバックス（2005年12月～終了まで）

※2005年4月～11月は冠スポンサーなし。尚、公式サイトはスポンサーである「魔法のiらんど」のサーバーを使用していた。